# Stav Nahmani
Stav Nahmani (hebräisch סתיו נחמני; auch Nachmani geschrieben, * 6. Oktober 2002 in Modiʿin) ist ein israelischer Fußballspieler, der bei Maccabi Haifa in der Ligat ha’Al unter Vertrag steht und aktuell an den MS Aschdod verliehen ist.

## Karriere

### Verein
Stav Nahmani spielte bis zum Jahr 2020 in den Jugendmannschaften von Maccabi Haifa. Am 30. Mai 2020 gab der 17-Jährige in der Saison 2019/20 sein Debüt in der ersten Mannschaft von Maccabi in der Ligat ha’Al gegen Hapoel Tel Aviv, nachdem er für Sintayehu Sallalich eingewechselt worden war. Dies blieb sein einziger Einsatz in der Spielzeit. In der folgenden Saison 2020/21 absolvierte er sieben Ligaspiele als Einwechselspieler in der Mannschaft von Barak Bakhar. Am Ende gewann er mit Maccabi die Israelische Meisterschaft.
In der Saison 2021/22 wurde Nahmani für ein Jahr an den Erstligaaufsteiger Hapoel Nof HaGalil verliehen. Er kam während der Leihe auf 32 Ligaeinsätze und vier Tore, belegte mit seiner Mannschaft jedoch den letzten Tabellenplatz. 
Danach wurde Nahmani ab August 2022 weiter an Beitar Jerusalem verliehen. Nach 9 Spielen, die er bis Ende Januar 2023 absolviert hatte, in denen er ohne eigenes Tor geblieben war, 
ging es für ihn als Leihspieler bei Hapoel Hadera weiter. Für die Mannschaft kam er auf 13 Spiele und zwei Tore, darunter eines gegen seinen Stammverein Maccabi Haifa.
Im Juni 2023 wurde Nahmani vom schottischen Erstligisten FC St. Mirren für eine Saison ausgeliehen mit einer Kaufoption. Nahmani erzielte bei seinem Debüt für die „Saints“ am 22. Juli 2023 zwei Tore, als er in der Gruppenphase des schottischen Ligapokals gegen den FC Arbroath traf. Am 2. September 2023 kam er zum ersten Mal in der Scottish Premiership zum Einsatz. Nachdem er für Toyosi Olusanya eingewechselt worden war, traf er in der 90.+6 Spielminute zum 1:1-Ausgleich beim FC Livingston. Im Februar 2024 wurde die Leihe vorzeitig abgebrochen und er wurde weiter an den MS Aschdod verliehen.

### Nationalmannschaft
Stav Nahmani absolvierte Länderspiele für verschiedene Juniorenmannschaften von Israel. Er debütierte 2018 in der U16- und U17-Nationalmannschaft. Sein erstes Länderspieltor erzielte er in der U17 bei einer 2:5-Niederlage gegen Italien im September 2018. Ab 2019 spielte der Stürmer in der U18 und U19. Am 2. September 2021 debütierte er in der israelischen U21-Nationalmannschaft gegen Ungarn. Bei dem 2:1-Sieg in Győr erzielte er das Führungstor.